# Футболіст року в Алжирі
Футболіст року в Алжирі (араб. الكرة الذهبية الجزائرية) — футбольна нагорода, що вручається з 2001 року найкращому футболісту за підсумками року газетами El Heddaf and Le Buteur.

## Лауреати
| Рік  | Футболіст          | Клуб             |
| ---- | ------------------ | ---------------- |
| 2001 | Джамель Бельмаді   | «Марсель»        |
| 2002 | Алі Бенарбія       | «Манчестер Сіті» |
| 2003 | Амар Аммур         | «УСМ Алжир»      |
| 2004 | Мусса Саїб         | «Кабілія»        |
| 2005 | Біллель Джирі      | «УСМ Алжир»      |
| 2006 | Карім Зіяні        | «Сошо»           |
| 2007 | Карім Зіяні (2)    | «Марсель»        |
| 2008 | Рафік Саїфі        | «Лор'ян»         |
| 2009 | Маджид Буґерра     | «Рейнджерс»      |
| 2010 | Маджид Буґерра (2) | «Рейнджерс»      |
| 2011 | Ріяд Будебуз       | «Сошо»           |
| 2012 | Соф'ян Фегулі      | «Валенсія»       |
| 2013 | Іслам Слімані      | «Спортінг»       |
| 2014 | Ясін Брагімі       | «Порту»          |
| 2015 | Ріяд Марез         | «Лестер Сіті»    |
| 2016 | Ріяд Марез         | «Лестер Сіті»    |
| 2017 | Фаузі Гулям        | «Наполі»         |